# Merianthera pulchra
Merianthera pulchra é uma espécie de planta do gênero Merianthera e da família Melastomataceae.

## Taxonomia
A espécie foi descrita em 1935 por João Geraldo Kuhlmann.

## Forma de vida
É uma espécie rupícola, terrícola, arbustiva e arbórea.

## Descrição
| Caule              | Caule             |
| ------------------ | ----------------- |
| caule              | não oco           |
| Folha              |                   |
| superfície abaxial | glabra            |
| Inflorescência     |                   |
| flor               | em inflorescência |
| com                | mais de 7 flor    |
| Flor               |                   |
| hipanto            | costado e liso    |
| cálice             | lobo irregular    |
| estilete           | glabro            |

## Conservação
A espécie faz parte da Lista Vermelha das espécies ameaçadas do estado do Espírito Santo, no sudeste do Brasil. A lista foi publicada em 13 de junho de 2005 por intermédio do decreto estadual nº 1.499-R.

## Distribuição
A espécie é encontrada nos estados brasileiros de Bahia, Espírito Santo e Minas Gerais.
Em termos ecológicos, é encontrada no domínio fitogeográfico de Mata Atlântica, em regiões com vegetação de campos de altitude e vegetação sobre afloramentos rochosos.